# عبد الحميد كرمالي
عبد الحميد كرمالي (24 أبريل 1931 - 13 أبريل 2013)، لاعب كرة قدم جزائري ومدرب كرة قدم للمنتخب الجزائري. لعب مع العديد من الأندية الجزائرية مثل اتحاد الجزائر ولعب في فرنسا مع أندية مولهاوسين وكان وليون.
درب منتخب الجزائر لكرة القدم في كأس الأمم الأفريقية لكرة القدم 1990، وكانت تلك أول مرة يفوز بها المنتخب بذلك اللقب.

## المولد والنشأة
ولد عبد الحميد كرمالي يوم 27 أبريل/نيسان عام 1931 في مدينة أقبو (ولاية بجاية) بالجزائر لأسرة تنحدر من قرية أولاد علي بن ناصر بولاية سطيف، كان والده عسكريا في الجيش الفرنسي، وله ثلاثة إخوة.
شـُغف بكرة القدم منذ الصغر فكان يلعب ساعات طويلة بمحاذاة ثانوية محمد القيرواني وسط مدينة سطيف.
بعد وفاة والده وبقاء عائلته دون مصدر رزق اضطر للتنقل إلى مدينة ميلوز الفرنسية، فحصل -بواسطة أحد أصدقائه- وظيفة في مصنع للأسلحة، لكنه طـُرد منها لتهاونه بأوقات العمل.

## التجربة الرياضية
اكتشف موهبته الكروية الشيخ علي بن عودة (المعروف بـ«لاياص») الذي كان مكلفا باختيار العناصر الشابة لضمها إلى فريق اتحاد سطيف، وهو الفريق الذي لعب معه كرمالي موسميْن ضمن تشكيلة الأصاغر، ثم موسما واحدا في فئة الأشبال، واستدعي بعد ذلك للعب في فريق الأكابر.
اتفق مع اتحاد العاصمة -وعمره لا يتجاوز 17 سنة- للعب معه في الوقت الذي كان يلعب فيه لحساب اتحاد سطيف، مما عرضه لعقوبة إيقاف لمدة عامين لكنها رفعت عنه فيما بعد.
سافر بضغط من ظروف العيش إلى مدينة ميلوز الفرنسية وعمره 19 سنة، وهناك اتصل به مدير فريق ميلوز الفرنسي للعب ضمن صفوفه، ثم انتقل بعد ذلك للعب مع فريق «كان»، ثم ناد أولمبيك ليون الذي سجل معه 13 هدفا في 65 مباراة.
التحق في 20 أبريل/نيسان 1958 -خلال الثورة الجزائرية- بفريق جبهة التحرير الوطني في البطولة الفرنسية بتونس، رفقة ألمع نجوم الكرة حينها مثل مصطفى زيتوني، ورشيد مخلوفي، ومختار لعريبي.
عاد بعد الاستقلال إلى فريقه الأول اتحاد سطيف، ثم انتقل إلى نادي وفاق سطيف خلال 1966ـ1976 فحاز معه أول كأس الجمهورية في تاريخ الجزائر المستقلة.
اختتم بعد 1976 مشواره الكروي بوصفه لاعبا، وتفرغ لمهنة التدريب فكانت بدايته فيها قيادته للطاقم الفني لفريق وفاق سطيف.
درب بعد ذلك عدة أندية تنشط في الدور المحلي الجزائري مثل فريق شباب قسنطينة، واتحاد الشاوية، واتحاد عنابة، وترجي مستغانم، ومولودية العاصمة.
خاض تجربة التدريب خارج الجزائر بالإشراف على أندية «المرسى» في تونس، ونادي «رأس الخيمة» بدولة الإمارات العربية المتحدة، ونادي «الاتحاد» الليبي. كما أشرف على المنتخب الجزائري للأواسط والأكابر بين سنتي 1990 و1992.

## الجوائز والألقاب
فاز مع وفاق سطيف بأول كأس للجمهورية بعد الاستقلال، ومع المنتخب الجزائر لفئة الأواسط بالبطولة الإفريقية والكأس الأفروآسيوية، وكان هذا التتويج الأول للجزائر بهذه الكأس.
حاز مع المنتخب الجزائري الأول كأس الأمم الإفريقية عام 1990، وهو التتويج الأول للجزائر في هذه البطولة التي نال فيها المنتخب الجزائري أيضا جائزة أحسن هجوم وأحسن دفاع وأحسن هداف وأحسن لاعب. كما توج بالعديد من الألقاب المحلية مع الأندية التي أشرف على تدريبها.

## الوفاة
توفي المدرب عبد الحميد كرمالي يوم السبت 13 أبريل/نيسان 2013 بعد صراع مع المرض- بمنزله في ولاية سطيف، ودفن في مقبرة سيدي الخير بنفس المدينة.

## وصلات خارجية
- عبد الحميد كرمالي على موقع قاعدة بيانات كرة القدم.إي يو (الإنجليزية)

- مراسيم تشييع جنازة عبد الحميد كرمالي على يوتيوب